# País de Buch

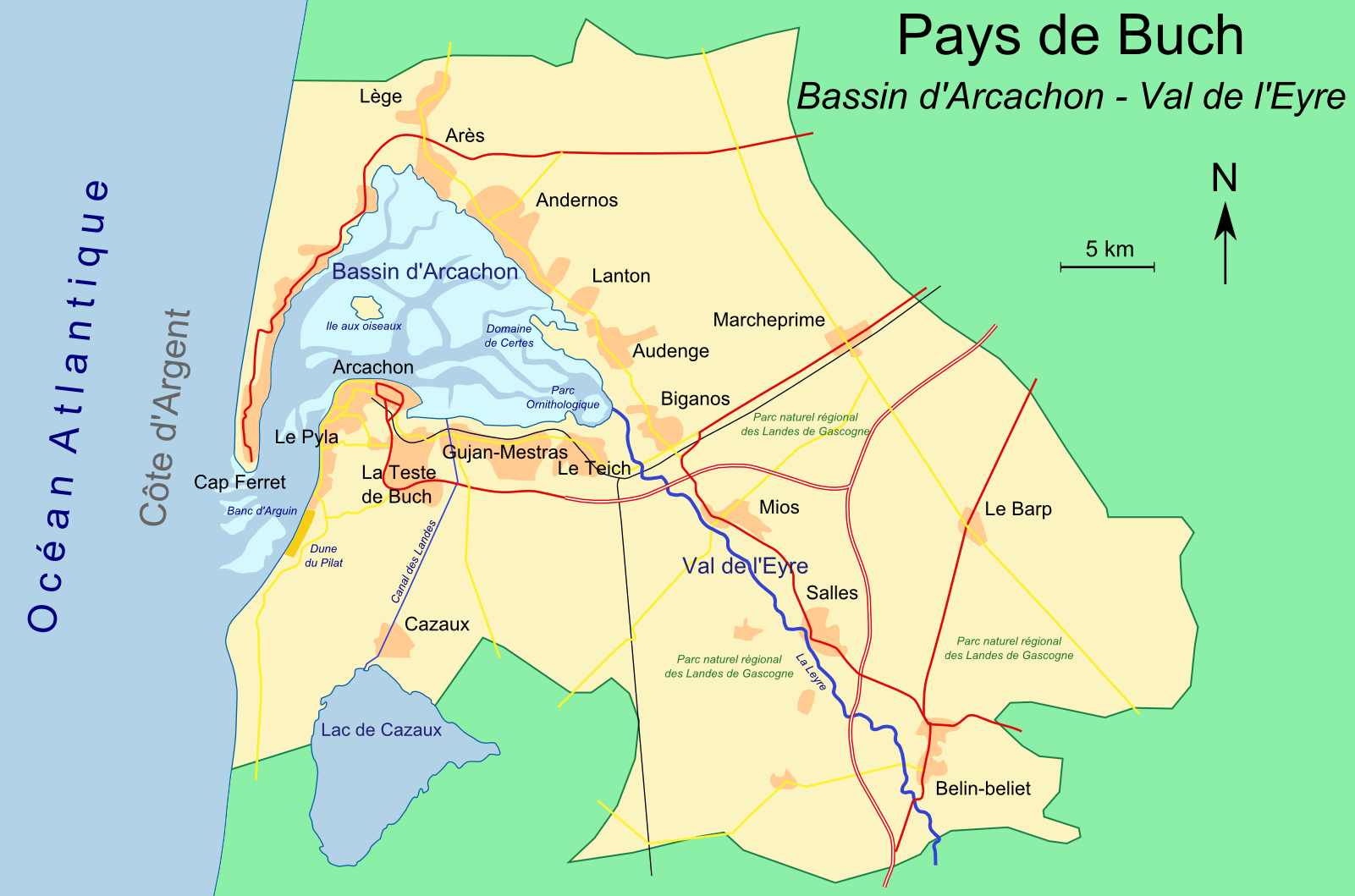
Pays de Buch.

El País de Buch, en francés Pays de Buch y en occitano gascón País de Bug o Bug, es uno de los numerosos Pays tradicionales que constituyen las Landas de Gascuña en Aquitania.
Se extiende por 17 comunas francesas alrededor de la bahía de Arcachón y el valle y cuenca del río Eyre, de Le Porge (en el norte) a La Teste de Buch al sur, pasando por Belin-Béliet al este.

## Etimología
"Buch" procede del nombre del pueblo que habitaba la región en el siglo VIII a. C., el boyates (Boïates). Deformaciones del latín hablado y el gascón posteriormente dieron lugar al término francés Buch.

## Historia

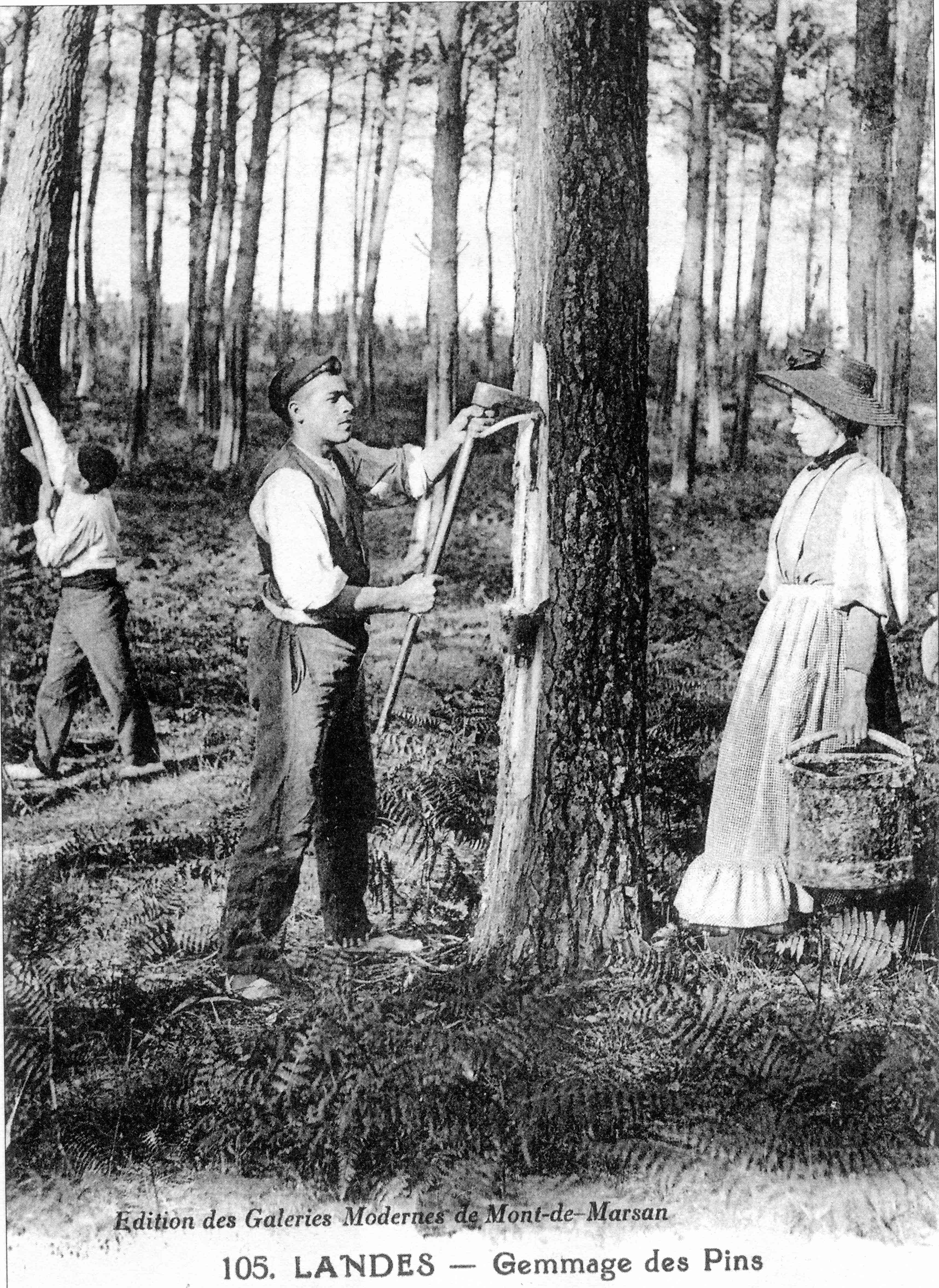
Resineros

Los primeros vestigios de asentamiento en el País de Buch, se sitúan alrededor del siglo VIII a. C., en el delta del Eyre donde el pueblo aquitano boyatés (Boïates) estableció su poblado, llamado Boïos, en un lugar estratégico y de paso hacia la península ibérica. Practicaban la pesca, cultivaban tierras y poseían ganado. El jefe del poblado Boïens se llamaba "Captalis Boïorum", que dio por deformación del latín al gascón el nombre de Captal de Buch. En la Edad Media, "Captal de Buch" era la denominación que recibían los señores feudales de la parte meridional occidental del País de Buch, perdurando hasta el siglo XIX.
En el siglo XVI, el comercio con la resina extraída de los bosques de la región confirió un gran desarrollo e impulso económico, algunas familias se enriquecieron en detrimento de los resineros. Lo prueba un modesto puerto en la costa aquitana de donde partía fundamentalmente la producción.
En el siglo XVIII, ante la amenaza por la arena móvil que el viento arrastraba diariamente, se realizan las primeras fijaciones de las dunas. Jean-Baptiste Amanieu de Ruat, en 1713, realizó plantaciones de pinos para intentar contener y retrasar la erosión eólica alrededor de La Teste, pero se quemaron pocos años posteriormente. Su nieto, François de Ruat retomó la experiencia, de 1782 a 1787 en los alrededores del Moulleau, pero la falta de dinero paralizó la empresa. El ingeniero Nicolas Brémontier se puso en contacto con el Captal, realizó sus investigaciones y estudios; en 1786 obtuvo los créditos suficientes para seguir con la empresa de plantaciones extensivas de pinos.
Progresivamente, compañías de especuladores vieron en estas tierras pantanosas oportunidades de enriquecimiento. Numerosos proyectos surgieron para intentar explotar cacahuete, arroz, tabaco, en el llano de Cazaux, todo ello servido por una red de riego. Se proyectó también conectar la bahía de Arcachon al río Adur, el Canal de Cazaux es un vestigio de estos trabajos inacabados.
Durante el siglo XIX, los habitantes del País de Buch vivían esencialmente de la explotación del bosque y la pesca; solo con la construcción de la línea de ferrocarril Burdeos - Arcachón la región empezó a desarrollarse demográfica y turísticamente. 
Actualmente es uno de los más grandes municipios de Francia.

## Características intrínsecas

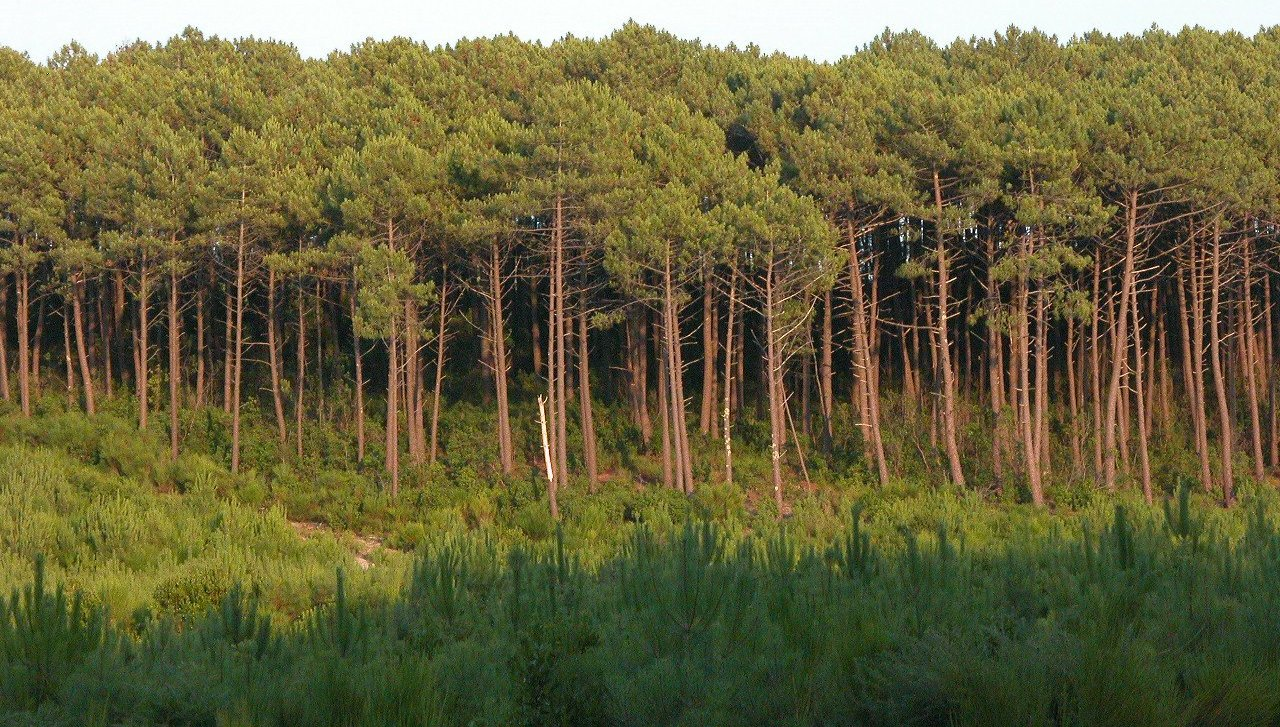
Bosque de pinos en el País de Buch

El País de Buch, que forma parte del gran bosque de las Landas, está cubierto principalmente por pinos marítimos. La mayor parte de estos pinos se estableció a finales del siglo XIX. En las zonas húmedas y cerca de los cursos de agua, como la rivera del Leyre la vegetación es intrínseca, más variada y frondosa.
La zona cerca del océano tienen un relieve caracterizado por dunas modernas, fijadas en parte. Al insertarse hacia el interior de las tierras, algunas dunas antiguas orientadas de norte a sur, se encuentran cubiertas por el bosque. Pasado este cordón de dunas, se entra en el llano arenoso de la Landas.
La bahía de Arcachón, verdadera infracción en el llano forestal, ofrece una gran diversidad de paisajes, desde la duna de Pilat o el Banc d'Arguin (reserva natural) a grandes extensiones de agua salada.
La particularidad del País de Buch con relación a los otros países de la Landa es su historia y su herencia cultural relacionadas con lo que se llamaba "el pequeño mar de Buch", la Bahía de Arcachon.
Contrariamente a los grandes lagos (Hourtin, Lacanau, Cazaux y Parentis), la bahía se abre al golfo de Vizcaya o de Gascuña , parando la continuidad del cordón de dunas de la costa aquitana. Esta apertura sobre el océano Atlántico determinó una cultura específica en el País de Buch, donde se mezclan pastores y resineros de las Landas de Gascuña con marineros y pescadores de la bahía. Otras particularidades del País de Buch se observan también en la arquitectura, que difiere en la bahía del resto de las Landas; Arcachón es un buen ejemplo.
El antiguo Régimen se caracterizó por la influencia feudal; los señores del País de Buch se llamaba el Captal de Buch,título único en Francia y sus tierras constituían el Captalat de Buch siendo La Teste-de-Buch la capital.
Cohabitan dos idiomas, el francés oficial y el gascón, lengua vernácula, aún en uso en las zonas rurales.

## Economía local
La economía de la región se basa actualmente en el turismo vinculado a las actividades balnearias, destacando también la ostricultura, la industria papelera y la investigación (la CEA).

## Lugares de interés turístico
- La Bahía de Arcachón
- El delta del Eyre y el Parque Ornitológico de Teich
- El Cabo Ferret
- Los puertos y explotaciones ostreícolas
- La Duna de Pilat
- Arcachón
- Andernos-les-Bains
- Chozas tchanquées
- El parque natural regional de las Landas de Gascuña